# Sivel SD 27 Corriedale
Il Sivel SD 27 Corriedale fu un aereo da turismo monoplano sviluppato dall'azienda aeronautica italiana Sivel Aeronautica s.r.l. nei primi anni novanta del XX secolo e costruito in piccola serie.

## Storia del progetto
Nei primi anni novanta del XX secolo la ditta di costruzioni aeronautiche Sivel Aeronautica s.r.l. costruì, e certificò secondo la nuova normativa JAR-VLA, un velivolo che fu designato SD 27 Corriedale, primo velivolo certificato in Italia secondo le nuove normative JAR. Tale nuovo standard di progettazione, adottato in sede europea e accettato anche negli USA, Canada, Australia e altri paesi era meno severo del precedente FAR 23 usato per certificare tutti i velivoli con peso massimo al decollo superiore ai 4 500 kg. Il prototipo dello SD 27 andò in volo per la prima volta nel 1992, ed ottenne il certificato JAR-VLA il 1 luglio 1994.

## Descrizione tecnica
Il Sivel SD 27 Corriedale era un monoplano ad ala bassa, monomotore, biposto. Le ali e i piani di coda avevano forma rettangolare. Il tronco alare della fusoliera era realizzato in tubi di acciaio con rivestimento dei pannelli in composito, mentre l'intera trave di coda, le ali e gli impennaggi erano in alluminio.
La cabina di pilotaggio poteva contenere due persone, collocate su sedili affiancati. Il propulsore era un Rotax 912 a 4 cilindri orizzontali contrapposti a raffreddamento misto aria-liquido, erogante la potenza di 78 CV (58 kW) e azionante un'elica bipala a passo costante del diametro di 1,7 m. Il carrello di atterraggio era triciclo anteriore fisso. Una variante da acrobazia aerea, designata SD 28 andò in volo per la prima volta nel 1995 con un motore più potente da 160 CV (119 kW).

## Impiego operativo
Cinque velivoli pre-serie furono realizzati nel 1994, mentre la produzione in serie iniziò nel 1995 appena ottenuta la certificazione JAR-VLA.

### Annotazioni
1. ↑  Direttore tecnico dell'azienda  era allora l'ingegnere Ernesto Valtorta.

### Fonti
1. ↑  Romagnoli 1995, p. 59.
2. ↑  Aviafrance.
3. 1 2 3 4 5 6  Taylor 1996, p. 407.
4. 1 2  Romagnoli 1995, p. 55.
5. 1 2 3  Romagnoli 1995, p. 58.